# Filippo Cavolini
Filippo Cavolini (o Caulinus) (Vico Equense, 8 de abril de1756 - Nápoles, 13 de marzo de 1810), fue un profundo estudioso italiano, de la historia natural, luego de haber abandonado la carrera legal, siguiendo un estilo de investigaciones vecino al de Lazzaro Spallanzani, obteniendo importantes resultados en el sector de la biología marina, con
- Memorie per servire alla storia de' polipi marini (en línea) - 1785
- Memoria per servire alla generazione dei pesci e dei granchi - 1787. También trabajó en botánica, escribiendo en 1778, sobre el proceso de caprificación: Memoria per servire alla storia compiuta del fico e della caprificazione.

## Otras publicaciones
- Cavolini, F. 1792. Phucagrostidum Theophrasti anthēsis. xxxv + 1 p.
- Cavolini, F; C. Konig. 1813. On the flowering of Zostera oceanica Linn. Londres, p. 77-98
- Cavolini, F; KPJ Sprengel. 1813. Abhandlungen über Pflanzen-thiere des Mittelmeers (en línea). Ed. Nürnberg : Bei Johann Leonhard Schrag. ix + 131 pp.

## Honores

### Epónimos
Minerales
- Cavolinita

Vegetales
- (Campanulaceae) Campanula cavolinii Ten.[2]